# Sala Mare-Nostrum
La Sala Mare-Nostrum es una  sala de exposiciones que se encuentra en la localidad malagueña de la Cala del Moral, perteneciente al Rincón de la Victoria. Fue inaugurada el 25 de mayo de 2006.

## Situación
Se encuentra en el Paseo Marítimo Blas Infante, situado de la Cala del Moral, en el antiguo apeadero de la antigua estación de tren de la localidad.

## Exposiciones
Desde su fundación, en 2006 han sido muchos los temas expuestos en las dos plantas que forman la sala. La exposición que la inauguró fue sobre la historia de los trenes. Hasta ahora ha habido exposiciones sobre temas variados, como la pintura y la escultura.